# Teresa Fernández de Traba
Teresa Fernández de Traba (... – León, 6 febbraio 1180), fu signora di Lara, dal 1142 al 1177, poi regina consorte di Léon, dal 1178 alla morte.

## Origine
Teresa, secondo il Nobiliario de D. Pedro Conde de Bracelos era la figlia illegittima del conte Fernando Pérez de Traba, un grande magnate galiziano, e dell'infanta Teresa di León, che secondo il Chronicon regum Legionensium, era figlia illegittima del re Alfonso VI di Castiglia e della sua concubina Jimena Muñoz (?-1128).

Secondo la Historia Compostelana Fernando Pérez de Traba era figlio del conte Pedro Fróilaz de Traba (Fernandus Petriz filius eius) e della sua prima moglie, Urraca Fróilaz; anche il Nobiliario de D. Pedro Conde de Bracelos riporta la paternità.

## Biografia
Come riporta La web de las biografias, i suoi genitori, Teresa e Fernando Peres, furono sconfitti in una località vicina a Guimarães (battaglia di San Mamede), dal figlio di primo letto di Teresa, il suo fratellastro, Alfonso Henríquez.

Dopo la sconfitta Teresa e Fernando si ritirano in A Limia, nei possedimenti galiziani di Fernando, dove sua madre morì due anni dopo.

### Primo Matrimonio
Sposò in prime nozze il conte Nuño Pérez de Lara, come riporta il Nobiliario de D. Pedro Conde de Bracelos luogotenente del re Alfonso VII di Leónalfiere del re di León e Castiglia Alfonso VII l'Imperatore.
Il 29 gennaio 1160 Teresa e il marito fondarono il monastero cistercense di Santa Maria a Perales.
Suo marito morì nel luglio del 1177 a Cuenca, gli Annales Compostellani riportano che nel 1177 a Cuenca il III Non Aug Nuno morì (Comes Nunius), mentre gli Anales Toledanos riportano al morte di Nuno (el Conde D. Nuño) in giugno.
Secondo il Nobiliario de D. Pedro Conde de Bracelos Teresa diede a Nuno quattro figli:
- Fernando (?-1220)[11], sposò la contessa Mayor González Salvadórez.
- Álvaro, sposò Urraca Díaz de Haro[12];
- Gonzalo, sposò María Díaz[13], mentre per altri, in prime nozze, Jimena Melendez[14] e in seconde nozze María Díaz de Haro y Azagra;
- Elvira (?-1222), che sposò Fernando Rodriguez de Castro[7], mentre per altri, in prime nozze il conte Armengol VIII di Urgel e in seconde nozze Guillén de Cervera[15].

Secondo Foundation for Medieval Genealogy invece ebbero altre due figlie:
- Sancha, sposò Sancho I di Provenza, come conferma la Ex Gestis Comitum Barcinonensium[17];
- Teresa, come conferma anche lo storico e genealogista Luis de Salazar y Castro, nel suo Historia de la casa de Lara[18], che ancora secondo Luis de Salazar y Castro, fu la moglie di Ferdinando II di León[19].

Anche Barton, Simon, conferma le due figlie:
- Sancha, sposò Sancho I di Provenza[21];
- Maria, badessa del monastero Perales[6];

### Secondo matrimonio
Dopo la morte del marito, Teresa iniziò una relazione con Ferdinando II di León. Si sposarono il 7 ottobre 1178, come confermano sia il Diccionario biográfico español, Real Academia de la Historia, che La web de las biografias. 

Grazie a questo matrimonio, i suoi figli vissero a corte e si vantavano di essere la progenie di una regina di León come attestato da una carta in cui suo figlio Álvaro facendo una donazione al Monastero di Sobrado si faceva chiamare filius comitis domni Nunonis et regine domne Tarasie.
Teresa a Fernando diede due figli:
- Ferdinando (1179-1187), come riporta lo storico e genealogista, ungherese, Szabolcs de Vajay;
- Sancho (1180), che morì durante il parto, come riporta ancoral Szabolcs de Vajay.

## Morte
Morì di parto il 6 febbraio 1180 a Léon e venne sepolta nella Real Basílica di Sant'Isidoro.

### Fonti primarie
- (LA)  #ES España sagrada, Volume 20.
- (LA)  Recueil des historiens des Gaules et de la France. Tome 12.
- (LA)  #ES España sagrada, Volume 23.
- (EN)  The World of El Cid: Chronicles of the Spanish Reconquest, Chronicon regum Legionensium
- (PT)  #ES Nobiliario de D. Pedro Conde de Bracelos
- (LA)  Pruebas de la Historia de la Casa de Lara
- (ES)  #ES Historia de la casa de Lara

### Letteratura storiografica
- Barton, Simon. The Aristocracy in Twelfth-century León and Castile. Cambridge: Cambridge University Press, 1997.
- Ernesto Fernández-Xesta y Vázquez, Relaciones del condado de Urgel con Castilla y León, Madrid, E&P Libros Antiguos, S.L., 2001,  p. 21, ISBN 84-87860-37-0.
- Antonio Sánchez de Mora, La Nobleza Castellana en la Plena Edad Media: El Linaje de Lara (ss. XI-XIII), in Doctoral Thesis, Universidad de Sevilla, 2003.
- Yáñez Neira, María Damián. "El monasterio cisterciense de Perales, cuna de la recolección." Publicaciones de la Institución Tello Téllez de Meneses, 59 (1988), 387–414.